# Riversdale (Sudáfrica)
Riversdale (afrikáans: Riversdal) es una ciudad ubicada a lo largo de la autopista N2, dentro de la región de Hessequa entre Ciudad del Cabo y George en la llanura costera de Agulhas en la provincia del Cabo Occidental de Sudáfrica. Es una ciudad orientada a los servicios agrícolas, siendo un centro de compras y otros servicios para las comunidades agrícolas circundantes, ciudades más pequeñas y centros turísticos costeros, como Witsand y Stilbaai. Se encuentra debajo de las imponentes montañas Langeberg al norte, con el pico de la Bella Durmiente que domina la ciudad. La ciudad alberga la segunda colección más grande de pinturas de Thomas Bowler en Sudáfrica y también es la única ciudad del país en la que se encuentra un Museo de Cultura Ucraniano. Riversdale se conecta con Klein Karoo, a través del paso de montaña asfaltado de García, que ofrece paisajes tradicionales de Karoo y amplios espacios abiertos para motociclistas.
La Antigua Cárcel data del siglo XIX y es una de las instalaciones turísticas más visitadas de la ciudad. El Bali Trading Complex , a lo largo de la N2, es posiblemente una de las instalaciones de la N2 más visitadas del país.
El Riversdal Landbouskou es un festival agrícola popular que se celebra anualmente en febrero. Riversdale, como ciudad turística popular , tiene muchas cafeterías, restaurantes, instalaciones de alojamiento y experiencias para viajeros como bodegas, paseos a caballo y pesca en el Korentepoort Dam Resort .
La región en la que se encuentra Riversdale está denominada The Explorer's Garden Route.